# Michel Mézy
Michel Mézy (Aigues-Mortes, 15 agosto 1948) è un allenatore di calcio ed ex calciatore francese, di ruolo centrocampista.

## Palmarès

### Allenatore

#### Competizioni nazionali
- Coppa di Francia: 1

Montpellier: 1989-1990

#### Competizioni internazionali
- Coppa Intertoto UEFA: 1

Montpellier: 1999